# Benevento Calcio
Benevento Calcio là một câu lạc bộ bóng đá Ý đến từ Benevento, Campania, thành lập năm 1929 và tái lập năm 2005. Ở mùa giải 2017–18, Benevento đang thi đấu ở Serie A.

## Lịch sử

### Thời kì đầu
Câu lạc bộ được thành lập với tên gọi Associazione Calcio Benevento năm 1929, sân nhà ban đầu là Meomartini vốn được xây bởi Ciccio Minocchia.
Sau khi trải qua các mùa giải ở hạng thấp vào những năm đầu, Benevento vươn đến Prima Divisione, giải bóng đá hạng cao thứ ba ở Ý tại thời điểm đó, vào mùa giải 1934–35. Họ kết thúc trên những đội bóng như Reggina ngay trong mùa giải đầu tiên ở giải đấu. Mặc dù không lên chơi được ở Serie B, đội bóng vẫn trụ lại được ở hạng ba bóng đá Ý ở mùa giải 1935–36, giải sau đó đã tái cơ cấu lại thành Serie C nhỏ hơn, gồm 64 đội.

### Thế kỉ 21
Câu lạc bộ F.C. Sporting Benevento S.r.l. giải thể năm 2005. Cùng lúc đó Benevento Calcio S.p.A. được thành lập.
Ở mùa giải Serie C2 2007–08, đội bóng đứng nhất ở Girone C, giành quyền thăng hạng trực tiếp lên giải mà bây giờ gọi là Lega Pro Prima Divisione vào mùa giải 2008–09. Trong mùa giải 2008–09, mùa giải đầu tiên của Benevento tại Lega Pro Prima Divisione, họ kết thúc ở vị trí thứ 2, đồng nghĩa với việc Benevento được quyền đá play-off hai lượt. Họ thắng trận play-off đầu tiên, nhưng sau đó thất bại trước Crotone 1–0 (2–1) trong trận chung kết.
Gaetano Auteri được bổ nhiệm làm huấn luyện viên trưởng cho mùa giải 2015–16. Trong mùa giải này, Benevento giành chức vô địch và lần đầu tiên trong lịch sử lên chơi ở Serie B. Kỳ tích chính thức diễn ra vào ngày 30 tháng 4 năm 2016, sau khi đánh bại Lecce 3–0.
Ngày 8 tháng 6 năm 2017, đội bóng lên hạng Serie A, lần đầu tiên trong lịch sử, sau khi vượt qua Carpi trong trận play-off Serie B 1–0 sau hai lượt trận. Họ lập kỉ lục có khởi đầu mùa giải tệ nhất trong lịch sử 5 hạng đấu cao nhất của bất kì giải châu Âu nào với việc toàn thua 14 trận Serie A đầu tiên. Chuỗi thất bại kết thúc vào ngày 3 tháng 12 năm 2017, với pha đánh đầu cân bằng tỉ số ở phút 95 từ thủ môn Alberto Brignoli, trở thành trận hòa trên sân nhà 2–2 trước A.C. Milan.

## Màu áo và huy hiệu
Màu áo của đội bóng là vàng và đỏ với huy hiệu bao gồm sọc đỏ, vàng và hình ảnh phù thủy cưỡi chổi màu đen. Benevento có biệt danh là Stregoni, tiếng Ý của từ phù thủy, hoặc thỉnh thoảng, the Streghe, cũng có nghĩa là phù thủy trong tiếng Ý, để tri ân những huyền thoại phù thủy Benevento vào thế kỉ 13.

## Đội hình hiện tại
Tính đến 9 tháng 2 năm 2018
Ghi chú: Quốc kỳ chỉ đội tuyển quốc gia được xác định rõ trong điều lệ tư cách FIFA. Các cầu thủ có thể giữ hơn một quốc tịch ngoài FIFA.
| Số | VT | Quốc gia | Cầu thủ                               |
| -- | -- | -------- | ------------------------------------- |
| 3  | HV | Ý        | Gaetano Letizia                       |
| 4  | TV | Ý        | Lorenzo Del Pinto                     |
| 5  | HV | Ý        | Fabio Lucioni (đội trưởng)            |
| 6  | HV | Albania  | Berat Djimsiti (mượn từ Atalanta)     |
| 7  | TV | Ý        | Marco D'Alessandro (mượn từ Atalanta) |
| 8  | TV | Ý        | Danilo Cataldi (mượn từ Lazio)        |
| 11 | TĐ | Ý        | Massimo Coda                          |
| 12 | TM | Ý        | Riccardo Piscitelli                   |
| 14 | TV | Ý        | Nicolas Viola                         |
| 16 | HV | România  | Alin Toșca (mượn từ Real Betis)       |
| 18 | HV | Ghana    | Bright Gyamfi                         |
| 20 | TV | Albania  | Ledian Memushaj (mượn từ Pescara)     |
| 21 | HV | Ý        | Andrea Costa                          |
| 22 | TM | Ý        | Alberto Brignoli (mượn từ Juventus)   |

| Số | VT | Quốc gia | Cầu thủ                              |
| -- | -- | -------- | ------------------------------------ |
| 23 | HV | Ý        | Lorenzo Venuti (mượn từ Fiorentina)  |
| 25 | TĐ | Mali     | Cheick Diabaté (mượn từ Osmanlıspor) |
| 26 | TĐ | Ý        | Vittorio Parigini (mượn từ Torino)   |
| 29 | HV | Pháp     | Jean-Claude Billong                  |
| 30 | TV | Brasil   | Sandro (mượn từ Antalyaspor)         |
| 31 | TV | Serbia   | Filip Đuričić (mượn từ Sampdoria)    |
| 33 | TĐ | Ý        | Pietro Iemmello (mượn từ Sassuolo)   |
| 66 | TV | Brasil   | Guilherme                            |
| 77 | TV | Maroc    | Achraf Lazaar (mượn từ Newcastle)    |
| 81 | TM | Ý        | Christian Puggioni                   |
| 83 | HV | Pháp     | Bacary Sagna                         |
| 87 | TĐ | Ý        | Cristiano Lombardi (mượn từ Lazio)   |
| 88 | HV | Ý        | Luca Antei (mượn từ Sassuolo)        |
| 99 | TĐ | Ý        | Enrico Brignola                      |

### Cho mượn
Ghi chú: Quốc kỳ chỉ đội tuyển quốc gia được xác định rõ trong điều lệ tư cách FIFA. Các cầu thủ có thể giữ hơn một quốc tịch ngoài FIFA.
| Số | VT | Quốc gia | Cầu thủ                         |
| -- | -- | -------- | ------------------------------- |
| —  | TM | Slovenia | Vid Belec (đến Sampdoria)       |
| —  | TM | Ý        | Antonio Cotticelli (đến Sliema) |
| —  | HV | Ý        | Michele Camporese (đến Foggia)  |
| —  | HV | Ý        | Salvatore Tazza (đến Reggina)   |
| —  | HV | Ghana    | Nii Nortey Ashong (đến Sliema)  |
| —  | HV | Ý        | Gianluca Di Chiara (đến Carpi)  |

| Số | VT | Quốc gia  | Cầu thủ                                  |
| -- | -- | --------- | ---------------------------------------- |
| —  | TV | Ghana     | Raman Chibsah (đến Frosinone)            |
| —  | TV | Sénégal   | Mamadou Kanouté (đến Pro Vercelli)       |
| —  | TĐ | Thụy Điển | Samuel Armenteros (đến Portland Timbers) |
| —  | TĐ | Ý         | Fabio Ceravolo (đến Parma)               |
| —  | TĐ | Ý         | Amato Ciciretti (đến Parma)              |

## Cựu huấn luyện viên đáng chú ý
| - Giuseppe Zilizzi (1935–36) - Giuseppe Viani (1945–46) - Francisco Lojacono (1974–75) - Gastone Bean (1981–83) - Giuseppe Materazzi (1984–85) - Adriano Lombardi (1995–96) - Massimo Silva (1996–98) - Nello Di Costanzo (2002–04) - Giovanni Simonelli (2006–08) - Antonio Soda (2008–09) | - Leonardo Acori (2009) - Andrea Camplone (2009–10) - Leonardo Acori (2010) - Giuseppe Galderisi (2010–11) - Giovanni Simonelli (2011) - Carmelo Imbriani (2011–12) - Guido Ugolotti (2012–13) - Guido Carboni (2013–14) - Gaetano Auteri (2015–16) - Marco Baroni (2016–17) - Roberto De Zerbi (2017–) |